# 아르콰타델트론토
아르콰타델트론토 (Arquata del Tronto)는 이탈리아 마르케주 아스콜리피체노현의 코무네이다. 안코나에서 남쪽으로 100km, 아스콜리피체노에서 남서쪽으로 25km 떨어진 지점에 위치해 있다. 마을의 일부는 그란사소 몬티델라라가 국립공원에 속해 있다.

## 역사
아르콰타델트론토의 고대사는 정확히 알 수 없지만 불명확하지만 일부 학자들은 포이팅거 지도에 표시된 '수르피카눔'이라는 지명이 오늘날의 아르콰타라고 보는데, 이곳은 피체니 인 혹은 사비니 인이 모여 살던 중심지였다. 허나 이들 부족이 정확히 어디에 있었는지는 아직 논란거리다. 다른 설로는 로마인들이 비아 살라리아의 길목에 있던 부지에 마을을 세웠다는 설이 있다.
아르콰타 마을이 처음으로 문헌상에 등장하는 것은 6세기 경 중세 시대로 이곳에 요새가 자리해 있었다. 1255년에는 아스콜리피체노의 침략을 받았고 아스콜리피체노가 멸망한 14세기까지 지배를 받았다 (중간중간에 자치권 획득). 1397년 아스콜리와 노르치아 사이에 전쟁이 벌어질 때에는 노르치아에게, 이후에는 아스콜리의 기벨린파에게 차례로 점령되어 요새로 사용됐다. 1420년부터 1435년까지는 조반나 2세 여왕이 이곳에 머무르기도 했다. 이후로도 두 도시에 의해 몇년동안 전쟁에 휘말리고 나서는 교황령의 영토에 들어가게 되었다. 이후 1848년 로마 공화국이 함락된 뒤 주세페 가리발디가 후퇴하고 나서 아르콰타에 자리를 잡게 되었다.
2016년 8월 24일 이 부근에 규모 6.2의 지진이 발생하면서 두세 곳의 프라치오네가 큰 피해를 입었다.

## 행정

### 프라치오네
아르콰타델트론토에 속한 마을 단위 행정 구역인 프라치오네는 다음과 같다.
- 보르고디아르콰타 (Borgo di Arquata), 카마르티나 (Camartina), 카포다콰 (Capodacqua), 콜레디아르콰타 (Colle di Arquata), 파에테 (Faete), 페스카라델트론토 (Pescara del Tronto), 피에딜라마 (Piedilama), 프레타레 (Pretare), 스펠론가 (Spelonga), 트리순고 (Trisungo), 투포 (Tufo), 베차노 (Vezzano).

## 볼거리
- 아르콰타에는 성 (Rocca)이 하나 있다. 13세기에 지어진 성으로 살라리아 길과 트론토강이 맞닿아 있다.
- 중세에 지어졌던 성벽은 현재 자취를 찾아볼 순 없고 성문 (성 아가타)만 유일하게 남아 있다.
- 아르콰타에 있는 성 아눈치아타 교회에는 16세기에 그려진 성수태고지 그림과 그보다 오래 전인 13세기에 제작된 십자가상이 있다. 마르케주에서 가장 오래된 성상이라고 한다.
- 프레타레 프라치오네에는 고대의 화덕 유적지가 있다.